# Das-Da-Theater

Logo Das-Da-Theater

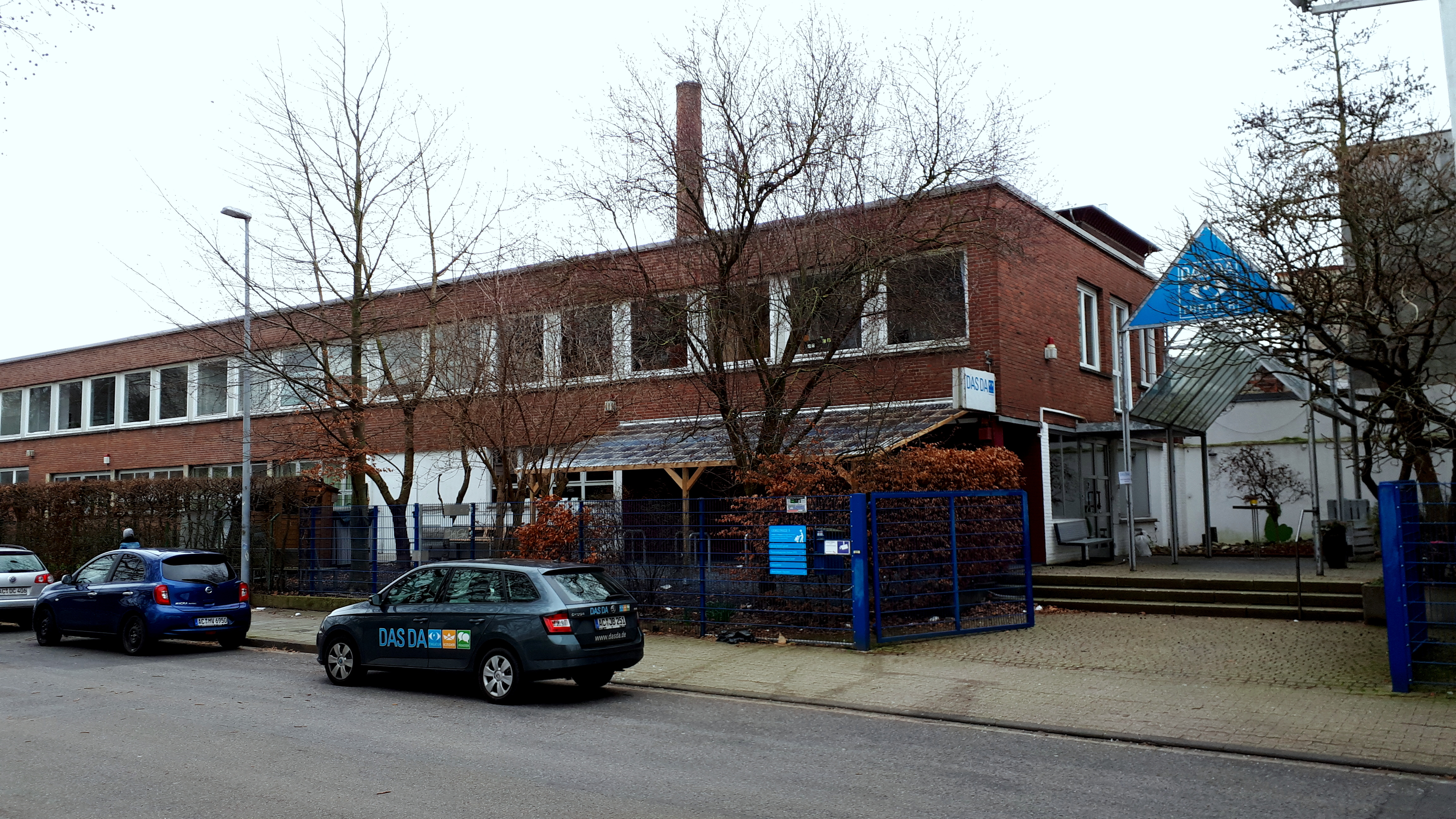
Das-Da-Theater bei Tag

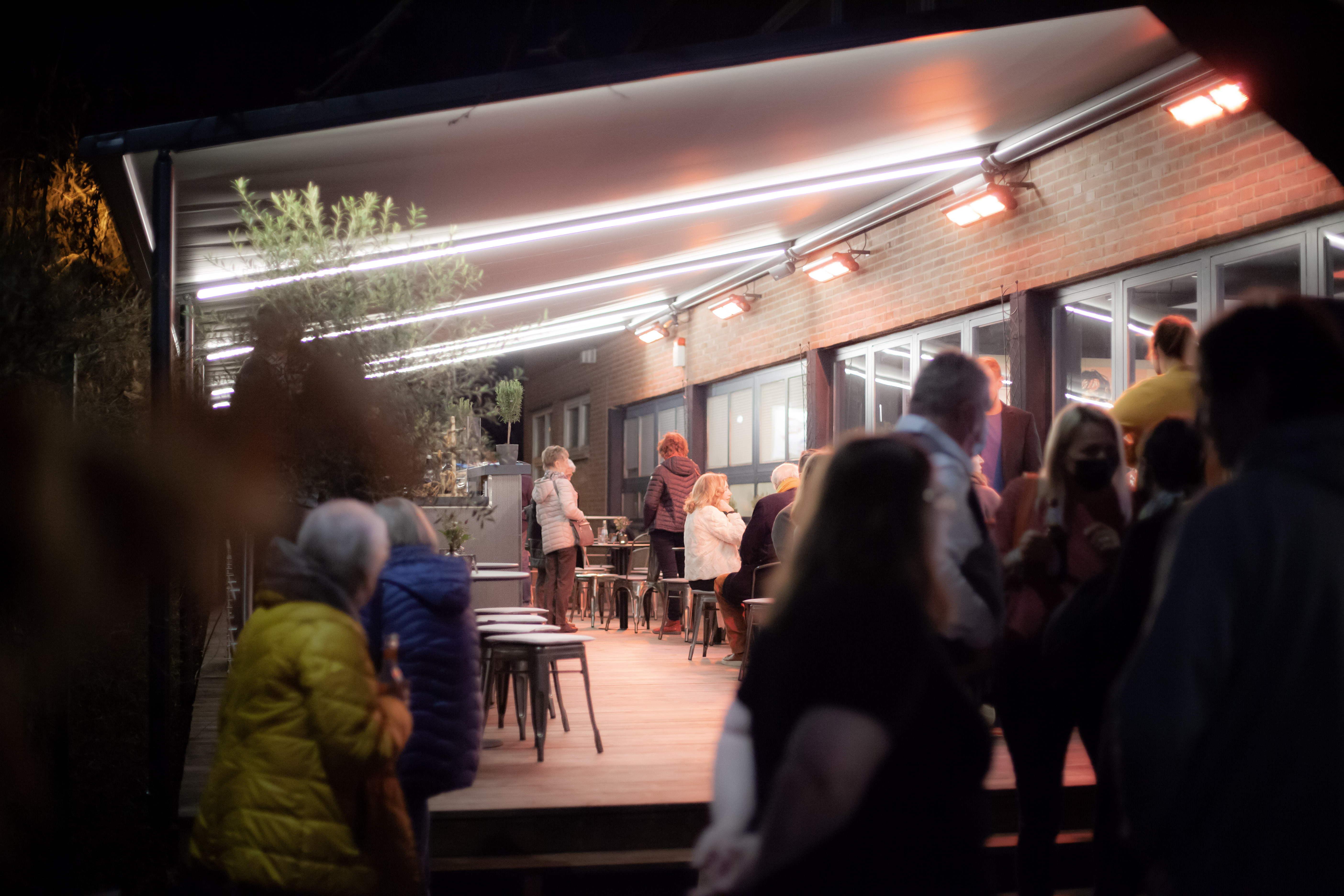
Außenterrasse des Theaters

Das Das-Da-Theater (Eigenschreibweise: DAS DA THEATER) ist das größte professionelle Privattheater in der Städteregion Aachen. Es wurde 1987 gegründet und hat seinen Sitz in der Liebigstraße auf dem Gelände des stillgelegten Alten Schlachthofs im Aachner Nordviertel. Neben dem eigentlichen DAS DA-Theater an der Liebigstraße werden externe Spielstätten genutzt: das Gut Hebscheid in Aachen-Lichtenbusch und die Open-Air-Bühne der Burg Wilhelmstein. Zusätzlich zum Erwachsenentheater spielt das DAS DA-Theater auch Kindertheater.

## Geschichte
Die Ursprünge des heutigen DAS DA-Theaters liegen in einem freien Ensemble aus theaterbegeisterten Schülern des Aachener Geschwister-Scholl-Gymnasiums, die sich ohne eine feste Spielstätte in der Region etablierten.
Bereits mit ihrer ersten Inszenierung von „Der letzte Raum“ von Graham Greene wurde die Schülergruppe 1987 zu einem Theaterwettbewerb des Landes NRW in Soest eingeladen. Das junge Ensemble entwickelte sich nach und nach zu einem freien Amateurtheater und fand in der Burg Frankenberg eine feste Sommerspielstätte. In der Kulisse der historischen Burg spielte das junge DAS DA-Theater zunächst Shakespeares Klassiker. 1992 brachte das Team bereits sein mobiles Kindertheater auf den Weg, das bis heute regelmäßig in Kindergärten und Schulen in Aachen und Umgebung zu Gast ist.
1994 wurde das DAS DA-Theater an der Liebigstraße mit einer Inszenierung von Jean Anouilhs „Antigone“ eröffnet. Das Theater bestand zu der Zeit aus nur einer Raumbühne mit 99 Sitzplätzen. Im gleichen Jahr wurde der Förderverein gegründet.

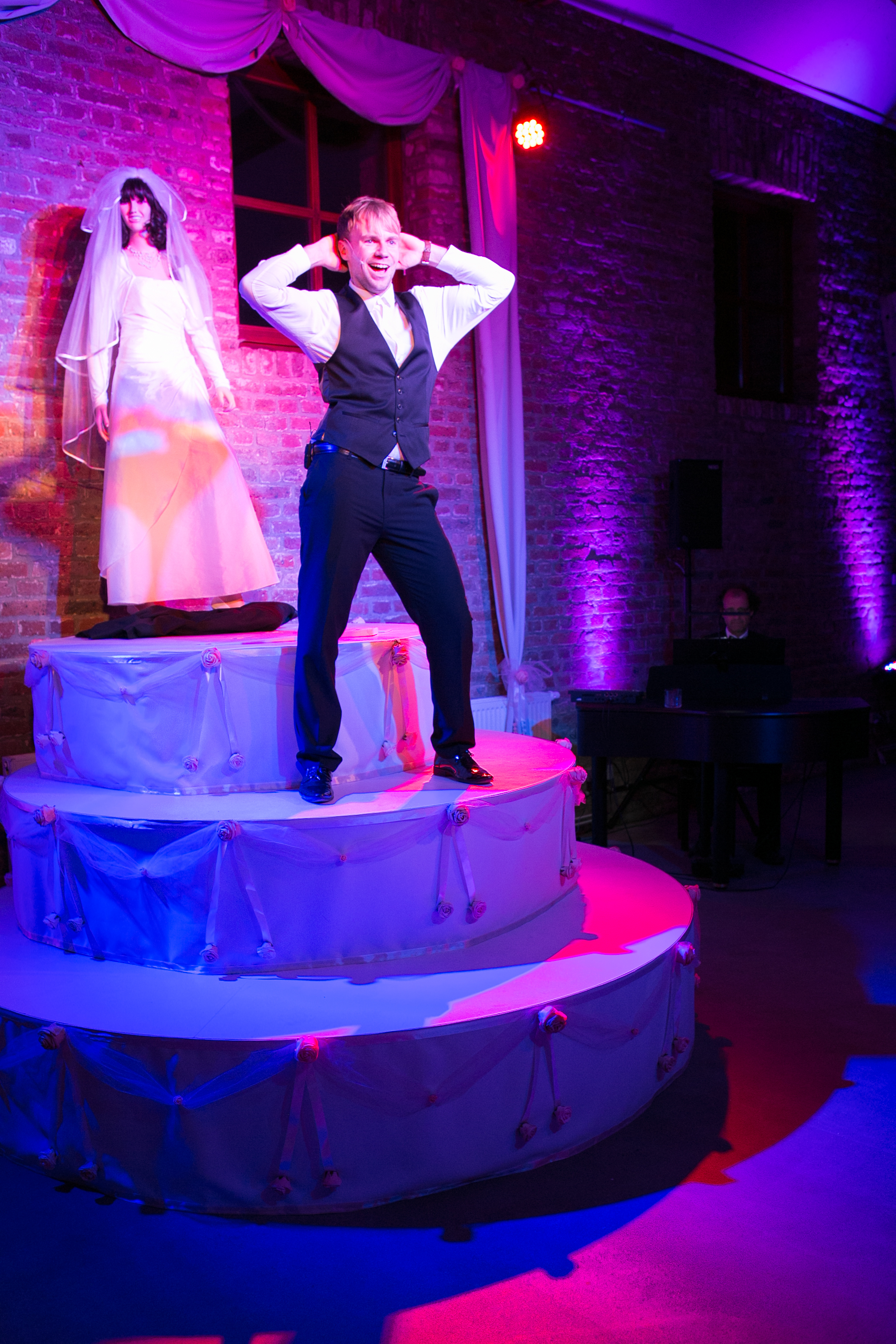
Der Boss – Gut Hebscheid (2016)

1998 wurde in einer angrenzenden Lagerhalle ein neuer Theatersaal eingebaut, während im bisherigen Theaterraum ein Foyer mit Bar entstand. 2004 erfolgte die Erweiterung um eine zweite Theaterhalle sowie der Ausbau des Verwaltungsbereiches, der bis dahin in Kellerräumen angesiedelt war. Das DAS DA-Theater verfügte ab diesem Zeitpunkt über insgesamt 238 Plätze in zwei Hallen.
2007 erfolgte die Umwandlung des bisherigen eingetragenen Vereins in eine gemeinnützige GmbH, gleichzeitig wurde verstärkt auf ein Ensemble mit professionellen Schauspielern gesetzt und die Anzahl der festangestellten Mitarbeiter nach und nach erhöht. 2009 gab es erstmals in Zusammenarbeit mit dem Aachener Restaurant Brasserie Aix ein Programm, das Essen mit Unterhaltung verband: das Theaterdinner. Nach der Schließung der Brasserie Aix finden die Dinner-Theateraufführungen seit 2016 auf Gut Hebscheid statt.

Im Jahr 2011 wurde das erste inklusive Theaterprojekt in Zusammenarbeit mit dem Verein Körper- und Mehrfachbehinderter Aachen (VKM) verwirklicht, zur Aufführung kam eine Bühnenfassung des Romans „Momo“ von Michael Ende. Im Mai 2014 erhielt Theaterleiter Tom Hirtz für sein soziales Engagement und seine Arbeit am DAS DA-Theater den Preis „Aachen Sozial“ der Unternehmer-Initiative ASU/BJU.

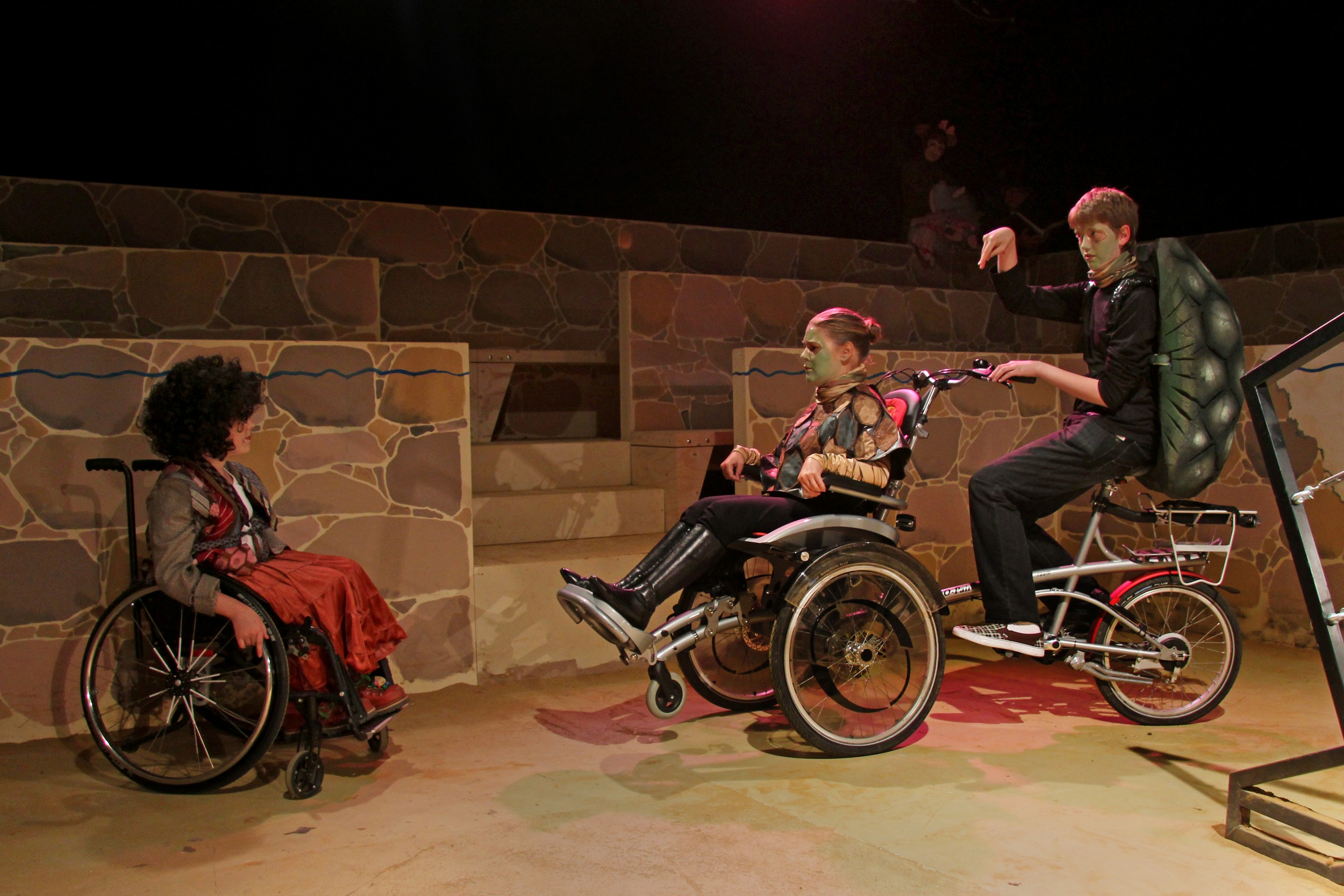
Momo in der Theaterhalle 1

Kinder- und Jugendtheater sowie theaterpädagogische Workshops für Kinder und Erwachsene sind bereits seit 1991 ein wichtiger Schwerpunkt des DAS DA-Theaters. Im Herbst 2014 wurde das „Theaterpädagogische Zentrum“ (TPZ) als eigenständige Marke etabliert und in einem zusätzlichen 200 m² großen Anbau untergebracht. Mit Ende der Spielzeit 2019/20 wurde das abendliche Kursangebot im Theater eingestellt, um alle personellen Kapazitäten auf die theaterpädagogischen Angebote vor allem für Kindergärten und Schulen und in den jeweiligen Einrichtungen vor Ort zu konzentrieren.
In Zeit der COVID-19-Pandemie musste das DAS DA-Theater, wie so viele Kulturbetriebe, 2020 bis 2021 seinen Spielbetrieb einschränken und teils pausieren. Diese Zeit nutzte das Theater, um seine Spielstätte inklusive Außenbereich über mehrere Monate hinweg aufwendig umzubauen und zu modernisieren. In diesem Zuge wurde der ehemalige Kursraum der Theaterpädagogik baulich in das Foyer integriert, um dieses deutlich zu vergrößern.
In der Spielzeit 2020/2021 wechselte das DAS DA-Theater für seine Open-Air-Vorstellungen von der Burg Frankenberg auf die Burg Wilhelmstein. Hier werden im Sommer bekannte Musical-Produktionen aufgeführt wie „Hair“ und „Der kleine Horrorladen“. Der Zuschauerraum umfasst 650 Sitzplätze. Im Rahmen eines Familientags zeigt das DAS DA-Theater auch seine jeweils aktuellen Kinderstücke auf der Freilichtbühne.

## Leitung und weiteres Team
Zum Team des DAS DA-Theaters zählen insgesamt circa 40 festangestellte Mitarbeiter sowie rund 40 Honorarkräfte. Neben dem Ensemble sind diese u. a. im Bereich Ausstattung, Technik, Bühnenbau, Verwaltung, Finanz- und Vertragswesen, Öffentlichkeitsarbeit, Tanz und Musik sowie Service tätig.
Anders als bei einem Stadttheater, bei denen eine Intendanz angestellt wird, ist Tom Hirtz als Gründer in leitender Funktion am DAS DA-Theater tätig mit der Bezeichnung „Geschäftsführender Gesellschafter und künstlerischer Leiter“ – und kurz: Theaterleiter. Darüber hinaus ist er als Regisseur oder Dramaturg an allen Produktionen des Hauses beteiligt. Ebenfalls als Künstlerische Leiterin, Regisseurin und Dramaturgin am DAS DA-Theater aktiv ist seit 2003 Maren Dupont. Die musikalische Leitung bei vielen Bühnenproduktionen hat seit 1991 der Musiker und Komponist Christoph Eisenburger inne.
Je nach Spielplan besteht das Ensemble aus zehn festangestellten Schauspielern. Für einzelne Produktionen werden zusätzlich Gäste engagiert. Schauspieler wie Kristina Gorjanowa, Philip Butz, Elisabeth Hoppe und Henning Vogt haben am DAS DA-Theater ihre Karriere begonnen. Tobias Steffen ist seit der Spielzeit 2011/2012 und damit als Ensemble-Mitglied am längsten am Haus.

## Konzept

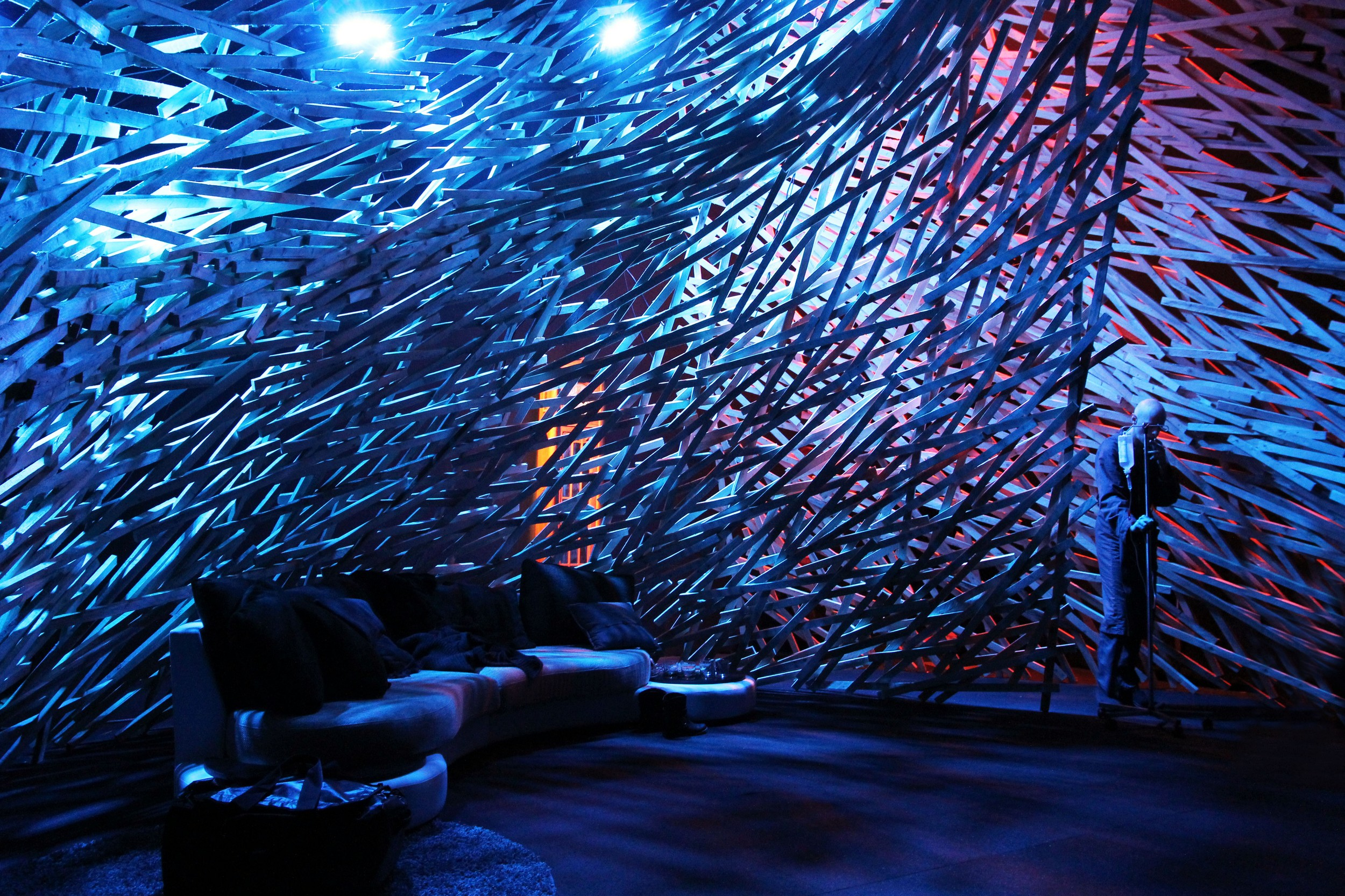
Der Gute Tod

Das DAS DA-Theater unterteilt sich in drei Bereiche, die eigenständig arbeiten, aber dem gleichen Unternehmen angehören.

### Das-Da-Theater
Das DAS DA-Theater inszeniert seit 1987 in jeder Spielzeit vier neue Stücke für Erwachsene und zwei bis drei neue Kindertheaterstücke. Das Angebot an Schauspielinszenierungen, musikalischen Produktionen und Open-Air-Musicals wird um Gastveranstaltungen wie Konzerte und Kabarettabende ergänzt. Das etablierte Format Theaterdinner verbindet Theaterszenen mit einem 5-Gänge-Menü. Mit seinen Inszenierungen greift das Theater brisante Themen auf, die mal ernst und mal humorvoll die Gesellschaft be- und durchleuchten.

### Kindertheater

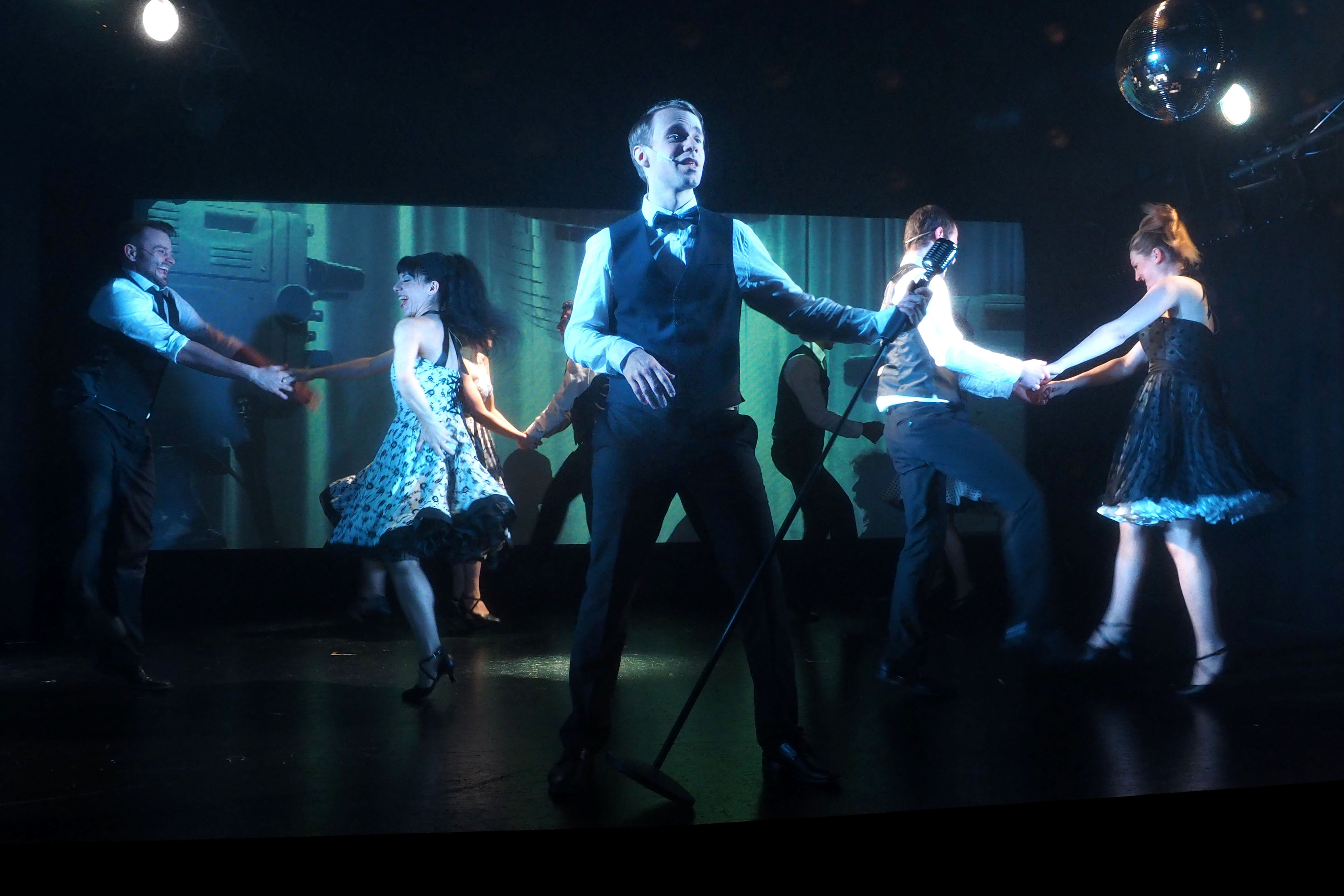
Musical Summer of Love (2015)

Seit 1991 inszeniert das DAS DA-Theater ganzjährig zwei altersgemäße Kinderstücke, die sich an junge Menschen zwischen 3 und 14 Jahren richten. Sie sind so konzipiert, dass sie im Theater und mobil in Kindergärten und Schulen gespielt werden können. Insgesamt erreicht das DAS DA-Theater mit rund 300 bis 400 Vorstellungen pro Jahr mehr als 32.000 Kinder und Jugendliche. Hinzu kommen ausgewählte Kindertheateraufführungen im Theater an der Liebigstraße für junge Zuschauer im Rahmen der Reihe „Theater Starter“.

### Theaterpädagogik
Um Kinder und Jugendliche über den Theaterbesuch hinaus künstlerisch und sozial zu fördern, hat das DAS DA-Theater den Bereich der Theaterpädagogik etabliert. Einige Jahre unter der eigenständigen Marke TPZ aktiv, bietet das Theater verschiedene theaterpädagogische Workshops für Kitas und Schulen an. Dazu zählen u. a. das Sozial-Kompetenz-Training „FELS & WASSER“, Kurse zum Thema Busfahren und erneuerbare Energien sowie vor- und nachbereitende Workshops zu den eigenen aktuellen Kinderstücken. In Kooperation mit den Jugendämtern und Fachstellen gegen sexuelle Gewalt der Region sowie der Polizei Aachen bietet das Theater zusätzlich das Projekt „Kinder stark machen“ an, ein Präventionsworkshop zum Thema „eigene Grenzen erkennen und setzen“. Dieser richtet sich Grundschulkinder. Geleitet werden die Angebote von professionell ausgebildeten Theaterpädagogen. Ab der Spielzeit 2023/2024 wird in Kooperation mit dem Förderkreis Tumorzentrum Aachen e. V. und der Suchthilfe Aachen das Suchtpräventionsstück „All you need is…“ angeboten, das sich an 5. bis 8. Klassen richtet.

## Spielstätten

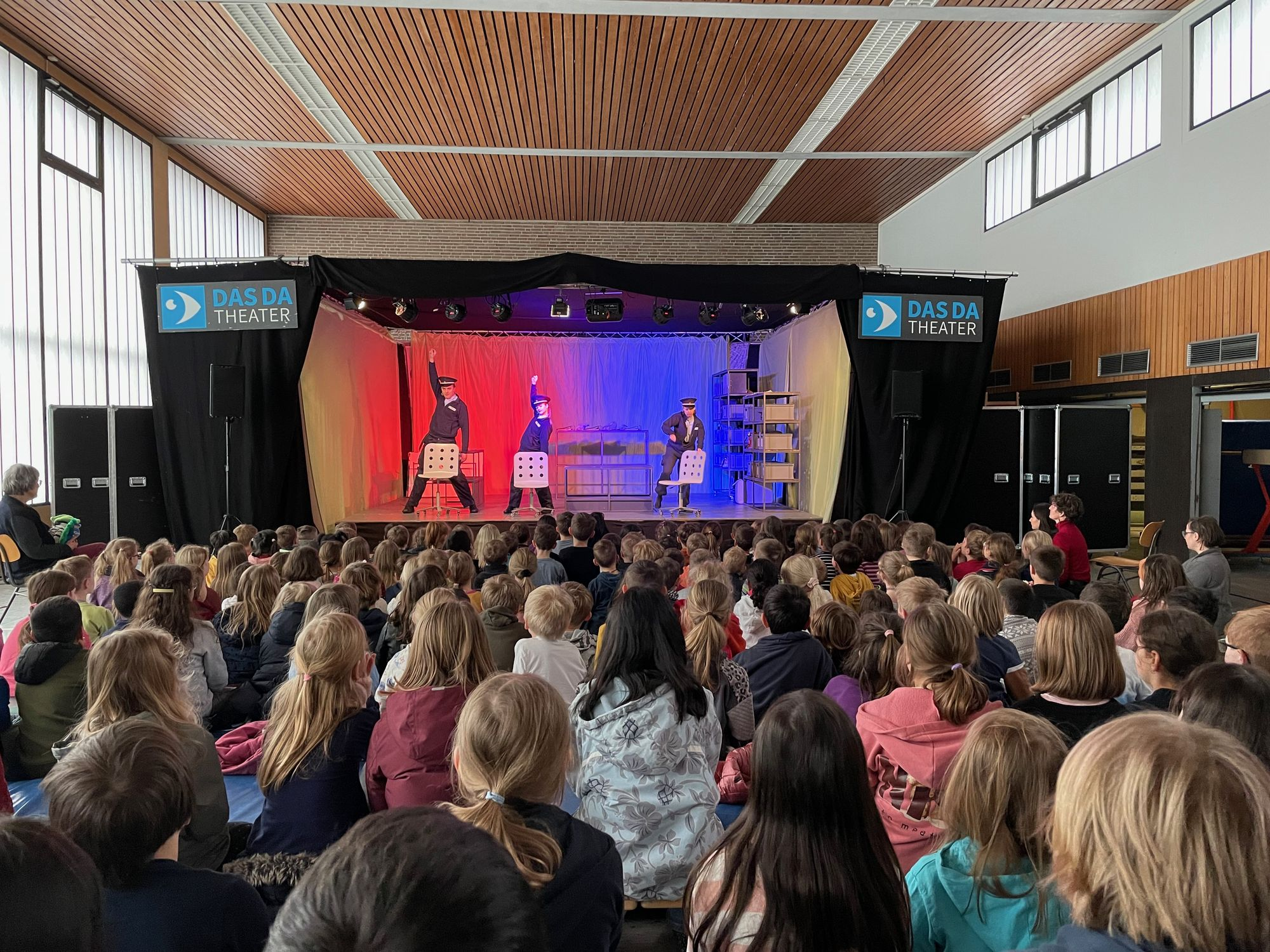
„Emil und die Detektive“ (2023), mobiles Kindertheater in einer Schule

Für seine Theatervorstellungen nutzt das DAS DA-Theater neben den eigenen beiden Hallen an der Liebigstraße auch externe Spielstätten in Aachen und Umgebung.

### Liebigstraße
Das Haupthaus besteht aus einer kleineren Halle mit bis zu 135 Sitzplätzen, in der Kindertheaterstücke und Gastspiele gezeigt werden, sowie einer größeren Halle mit bis zu 180 Sitzplätzen für Schauspielinszenierungen und musikalische Produktionen für Erwachsene.

### Mobiles Kindertheater
Mit seinen Produktionen für Kinder und Jugendliche ist das DAS DA-Theater außerdem auch das ganze Jahr über mobil in Kindergärten und Schulen unterwegs. Das Kindertheater wird in der gesamten StädteRegion Aachen, der Eifel, in Jülich, Düren, Heinsberg, Erkelenz und Mönchengladbach sowie von Einrichtungen in belgischen und niederländischen Nachbarstädten gebucht und vielfach durch die Bildungszugabe der StädteRegion gefördert.

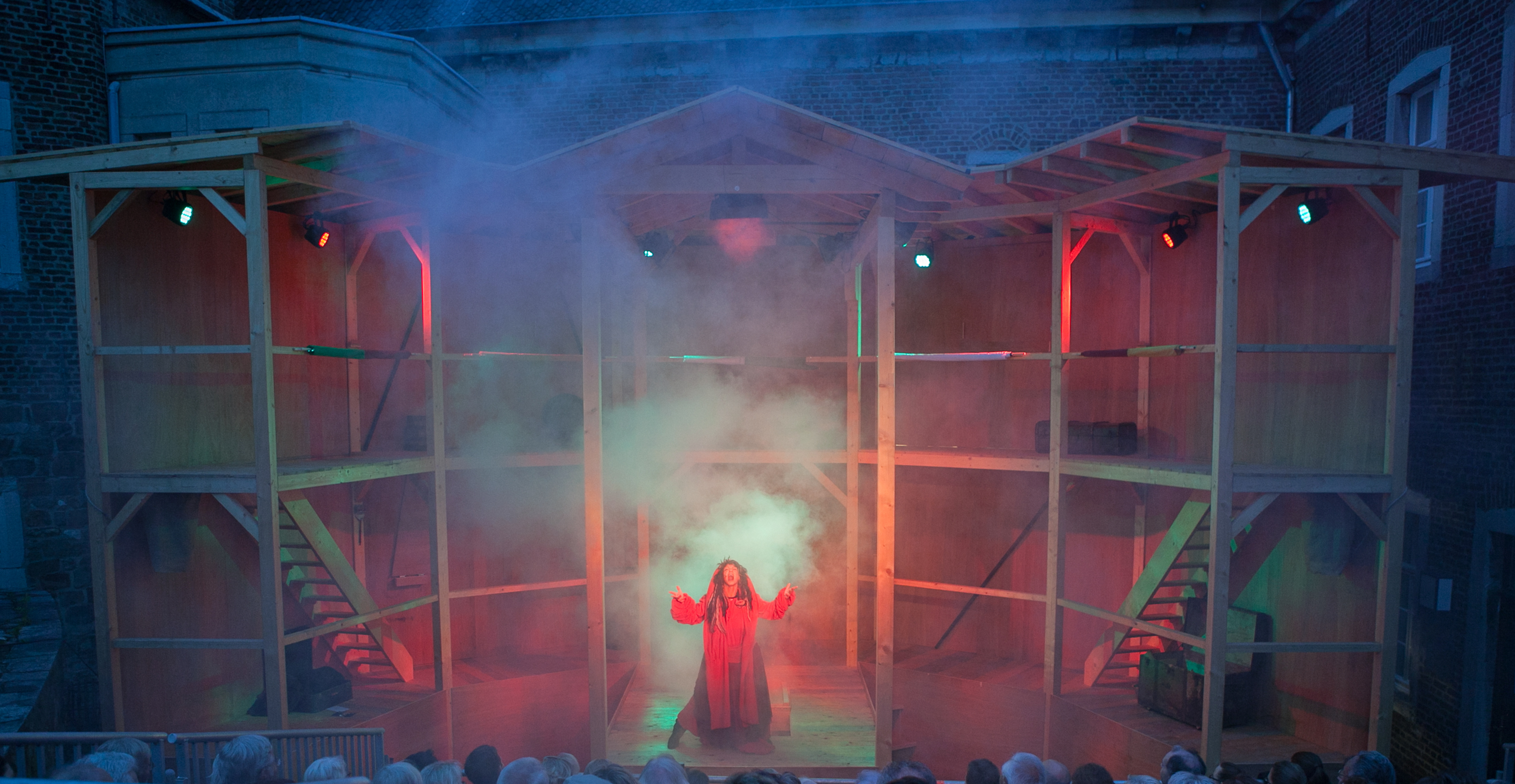
Shakespeares Sämtliche Werke – Burg Frankenberg (2016)

### Gut Hebscheid
Im Herbst und Winter gastiert das DAS DA-Theater mit seinem Theaterdinner auf Gut Hebscheid in Aachen-Lichtenbusch. In Kooperation mit der Via Integration findet das Programm und Essen im Ambiente einer alten Scheune statt. Dabei wird dem Publikum zwischen den Theaterszenen ein 5-Gänge-Menü serviert. Die Spielstätte umfasst für das Theaterdinner zwischen 70 und 80 Sitzplätze.

### Burg Wilhelmstein
Im Sommer spielt das DAS DA-Theater auch Open Air. Dafür nutzte es 1991 bis 2019 die Burg Frankenberg in Aachen. Seit 2021 ist das Team mit Musical-Produktionen auf der Freilichtbühne der Burg Wilhelmstein in Würselen zu Gast. Die Spielstätte innerhalb der alten Burgruine umfasst 650 Sitzplätze.